# Aleurolobus pauliani
Aleurolobus pauliani là một loài côn trùng cánh nửa trong họ Aleyrodidae, phân họ Aleyrodinae.
Aleurolobus pauliani được Cohic miêu tả khoa học đầu tiên năm 1969.